# توپکاپی-اولوباتلی (متروی استانبول)
توپکاپی-اولوباتلی (انگلیسی: Topkapı—Ulubatlı) یکی از ایستگاه‌های خط ام۱ متروی استانبول است.
این ایستگاه که در منطقه فاتح در محله توپکاپی و کاراگومروک قرار دارد در سال ۱۹۸۹ تاسیس شده‌است.